# Davor Mladina
Davor Mladina (* 26. November 1959 in Split) ist ein ehemaliger jugoslawischer und später kroatischer Fußballspieler und nunmehriger -trainer.

## Karriere

### Als Spieler
Mladina spielte bis 1989 beim FK Sloboda Tuzla im heutigen Bosnien und Herzegowina. Zur Saison 1989/90 wechselte er zum österreichischen Zweitligisten SK VOEST Linz. Im September 1990 schloss er sich dem Ligakonkurrenten Wolfsberger AC an. Im Januar 1991 wechselte er zum SC Marchtrenk. Zur Saison 1991/92 kehrte er zum SK VOEST zurück, der sich inzwischen in FC Stahl umbenannt hatte und in die Bundesliga aufgestiegen war. Nach einem halben Jahr ohne Einsatz wechselte Mladina im Januar 1992 zum steirischen Landesligisten FC Rot-Weiß Knittelfeld.
Zur Saison 1992/93 kehrte er in seine Heimat zurück und wechselte zum Erstligisten HNK Šibenik, für den er in jener Saison zu 20 Einsätzen in der 1. HNL kam. In der Saison 1993/94 spielte er fünf Mal für den NK Zadar in der höchsten kroatischen Spielklasse. Zur Saison 1994/95 wechselte er zu Cibalia Vinkovci, wo er zehn Mal in der 1. HNL zum Einsatz kam. Nach der Saison 1994/95 beendete er seine Karriere als Aktiver.

### Als Trainer
Mladina trat vor allem ab den späten 1990er Jahren als Fußballtrainer in Erscheinung. In den ersten Jahren trainierte er den NK Vukovar ’91 (1999 bis 2000), Cibalia Vinkovci (2000), den NK Široki Brijeg (2001 bis 2002), den NK Marsonia Slavonski Brod (2003), abermals Cibalia Vinkovci (2004 bis 2005) und den HNK Orašje (2005 bis 2006). Ab März 2007 bis zum Saisonende 2006/07 trainierte er den NK Imotski. Von April 2008 bis Saisonende war er Trainer des NK Marsonia Slavonski Brod. Zur Saison 2008/09 übernahm er den NK Mosor Žrnovnica, den er bis Dezember 2008 betreute. Im März 2010 wurde er Trainer des NK Hrvatski dragovoljac, mit dem er am Ende der Saison 2009/10 in die 1. HNL aufstieg. Nach acht Erstligapartien, in denen der Verein nur zwei Punkte holte, trennte sich der Klub von ihm im September 2010.
Nach rund zwei Monaten wurde er allerdings ein zweites Mal Trainer von Hrvatski dragovoljac. Mit dem Klub schaffte er allerdings den Klassenerhalt nicht, woraufhin sich der Verein nach Saisonende wieder von Mladina trennte. Daraufhin trainierte er ab der Saison 2011/12 den Drittligisten NK Primorac Stobreč, mit dem er zu Saisonende in die 2. HNL aufstieg. Im Januar 2013 wechselte er nach Bosnien und Herzegowina zum Erstligisten NK GOŠK Gabela. Mit Gabela schaffte er allerdings den Klassenerhalt in der Premijer Liga nicht, woraufhin sich die Bosnier nach Saisonende wieder von ihm trennten. Im August 2013 wurde er ein drittes Mal Trainer des inzwischen wieder erstklassigen NK Hrvatski dragovoljac. Mit dem Verein aus Zagreb stieg er allerdings am Ende der Saison 2013/14 erneut in die 1. HNL ab. Nach einem schwachen Zweitligasaisonstart mit nur sechs Punkten aus den ersten sieben Partien wurde er im September 2014 entlassen.
Zur Saison 2015/16 folgte sein zweites Engagement in Bosnien, diesmal beim NK Široki Brijeg. Nach sieben Spieltagen lag Brijeg auf dem sechsten Rang und Široki Brijeg trennte sich im September 2015 wieder von Mladina. Daraufhin übernahm er im selben Monat in seiner Heimat den Zweitligisten NK Lučko Zagreb, de er bis zur Winterpause betreute. Im März 2016 folgte seine vierte Amtszeit beim Zweitligisten Hrvatski dragovoljac. Nach neun Spielen an der Seitenlinie verließ er den Verein nach der Saison 2015/16 wieder. Im Oktober 2016 wurde er ein zweites Mal Trainer von Lučko Zagreb. Im März 2017 trennte sich der Hauptstadtklub wieder von ihm. Im selben Monat übernahm Mladina den ebenfalls zweitklassigen HNK Gorica, mit dem er in der Relegation an Cibalia Vinkovci am Aufstieg in die 1. HNL scheiterte. Daraufhin verließ er Gorica nach Saisonende wieder.
Im Dezember 2017 übernahm er in den Vereinigten Arabischen Emiraten den Zweitligisten Ras Al Khaimah Club. Der Verein stellte allerdings nach der Saison 2017/18 den Spielbetrieb aufgrund finanzieller Probleme ein. Im September 2018 wurde er daraufhin ein fünftes Mal Coach von Hrvatski dragovoljac, diesmal verlief seine Amtszeit allerdings so kurz und erfolglos wie noch nie, er konnte nur sieben Punkte in acht Partien holen und wurde daraufhin in der Winterpause der Saison 2018/19 wieder entlassen. Zur Saison 2019/20 wurde er Trainer von Cibalia Vinkovci. Nachdem sich der Zweitligist allerdings in der Winterpause auf dem letzten Tabellenrang wiederfand, trennte sich der Verein in der Winterpause von ihm.
Im Oktober 2020 wurde Mladina Trainer des österreichischen Zweitligisten SV Horn. Nach nicht einmal einer Woche und einem Spiel als Trainer trennte sich Horn wieder von ihm.
Im März 2021 übernahm er für knapp drei Wochen Međimurje Čakovec. Ende August 2021 wurde er als neuer Trainer des NK Hrvatski Dragovoljac vorgestellt; für ihn war es damit das sechste Mal, dass er als Trainer des Vereins verpflichtet wurde. Von den 14 Meisterschaftsspielen, die die Mannschaft bis zu seinem Abgang im Januar 2022 absolvierte, wurde lediglich eines gewonnen. Daraufhin war Mladina einige Monate ohne Trainerstation, ehe er im Oktober 2022 erstmals den NK Rudeš übernahm. Nachdem er den Klub zum Meistertitel in der 1. NL 2022/23 geführt hatte, endete das dortige Engagement im Sommer 2023 und im September 2023 wurde er neuer Trainer des NK Dugopolje. Den Zweitligisten verließ er jedoch bereits nach wenigen Wochen wieder, um nach den Abgängen von Robert Prosinečki Anfang September und Toni Golem im November erneut das Traineramt beim NK Rudeš zu übernehmen. Von 19 Ligaspielen, die Mladina in der Saison 2023/24 im Amt war, verlor der Klub 16. Dem gegenüber standen nur ein Sieg und zwei hohe Unentschieden in den beiden letzten Meisterschaftsrunden. Nach dem Abstieg in die Zweitklassigkeit hielt sich Mladina kurzzeitig auch zu Saisonbeginn 2024/25 als Trainer des Hauptstadtklubs, wurde aber nach drei Niederlagen endgültig von seinen Pflichten entbunden. Kurz darauf wurde er Trainer des Zweitligisten NK Dubrava Zagreb, mit dem er in der Spielzeit 2024/25 auf Rang 5 abschloss.